# Hensall (Yorkshire du Nord)
Hensall est un village et une paroisse civile du Yorkshire du Nord, en Angleterre.